# Bien d'équipement
Les biens d'équipement, ou biens de production, représentent l'ensemble des biens acquis par les unités résidentes (comprenez unités de production nationales) pour être utilisés pendant au moins un an dans le processus de production. Ce sont les outils de travail, par exemple des machines, des bâtiments, dont une société se dote.
Sur le plan comptable, ils correspondent aux actifs de production acquis par une entreprise pour produire durant au moins une année.
Ils viennent en complément du capital productif déjà existant.